# إدارة سيزار
إدارة سيزار واحدة من 32 إدارة في كولومبيا، تقع شمال البلاد في منطقة البحر الكاريبي، يحدها شمالا إدارة لا غواخيرا، وغربا إدارة ماجدالينا وإدارة بوليفار، وجنوبا إدارة سانتاندير، وغربا إدارة نورتي دي سانتاندير، وشرقا مع فنزويلا. عاصمتها فاليدوبار.

## المناخ
يظهر الجدول التالي التغييرات المناخية على مدار السنة لإدارة سيزار:
| البيانات المناخية لـإدارة سيزار   | البيانات المناخية لـإدارة سيزار | البيانات المناخية لـإدارة سيزار | البيانات المناخية لـإدارة سيزار | البيانات المناخية لـإدارة سيزار | البيانات المناخية لـإدارة سيزار | البيانات المناخية لـإدارة سيزار | البيانات المناخية لـإدارة سيزار | البيانات المناخية لـإدارة سيزار | البيانات المناخية لـإدارة سيزار | البيانات المناخية لـإدارة سيزار | البيانات المناخية لـإدارة سيزار | البيانات المناخية لـإدارة سيزار | البيانات المناخية لـإدارة سيزار |
| الشهر                             | يناير                           | فبراير                          | مارس                            | أبريل                           | مايو                            | يونيو                           | يوليو                           | أغسطس                           | سبتمبر                          | أكتوبر                          | نوفمبر                          | ديسمبر                          | المعدل السنوي                   |
| --------------------------------- | ------------------------------- | ------------------------------- | ------------------------------- | ------------------------------- | ------------------------------- | ------------------------------- | ------------------------------- | ------------------------------- | ------------------------------- | ------------------------------- | ------------------------------- | ------------------------------- | ------------------------------- |
| متوسط درجة الحرارة الكبرى °ف (°م) | 94.5 (34.7)                     | 96.1 (35.6)                     | 96.6 (35.9)                     | 96.1 (35.6)                     | 93.2 (34.0)                     | 93.6 (34.2)                     | 95.7 (35.4)                     | 95.2 (35.1)                     | 92.8 (33.8)                     | 90.7 (32.6)                     | 91.8 (33.2)                     | 92.5 (33.6)                     | 93.6 (35.1)                     |
| متوسط درجة الحرارة الصغرى °ف (°م) | 72.3 (22.4)                     | 73.6 (23.1)                     | 74.5 (23.6)                     | 75.4 (24.1)                     | 75.4 (24.1)                     | 75.2 (24.0)                     | 75.6 (24.2)                     | 75.2 (24.0)                     | 74.3 (23.5)                     | 74.5 (23.6)                     | 73.6 (23.1)                     | 73.0 (22.8)                     | 74.3 (23.6)                     |
| الهطول إنش (مم)                   | 0.5 (12)                        | 0.4 (10)                        | 1.0 (26)                        | 2.8 (71)                        | 6.1 (154)                       | 3.2 (82)                        | 2.5 (63)                        | 4.6 (116)                       | 4.8 (122)                       | 7.8 (199)                       | 3.5 (89)                        | 1.1 (28)                        | 38.3 (972)                      |
| المصدر: Weatherbase               |                                 |                                 |                                 |                                 |                                 |                                 |                                 |                                 |                                 |                                 |                                 |                                 |                                 |